# Francesca Woodman
Francesca Stern Woodman (ur. 3 kwietnia 1958 w Denver, zm. 19 stycznia 1981 w Nowym Jorku) – amerykańska fotografka, autorka czarno-białych portretów, aktów, autoportretów i martwych natur.

## Życiorys
Francesca Woodman urodziła się 3 kwietnia 1958 w Denver. Była córką pary artystów-ceramików: George’a Woodmana i Betty Woodman z domu Abrahams. Matka była Żydówką, a ojciec pochodził z rodziny protestantów. Jej starszy brat – Charles; również zajął się sztuką, obecnie jest wykładowcą akademickim specjalizującym się w sztuce elektronicznej.
Woodman zaczęła wykonywać swoje pierwsze autoportrety fotograficzne w wieku trzynastu lat. Będzie to jej stały motyw twórczości aż do przedwczesnej śmierci. W latach 1963–1971 uczęszczała do szkoły podstawowej w Boulder. Drugą klasę zaliczyła we Włoszech, gdzie jej rodzina wielokrotnie spędzała letnie wakacje. W 1972 rozpoczęła edukację w prywatnej szkole z internatem w Abbot Academy. Tam zaczęła doskonalić swoje umiejętności fotograficzne i rozwijać swoje artystyczne zainteresowania. W 1973 Abbot Academy została połączona z Phillips Academy i zamieniona na Boulder High School, którą to Woodman ukończyła w 1975. Lato spędziła razem z rodziną znowu we Włoszech, w miejscowości Florentine. Woodmanowie zamieszkali na terenie starego, opuszczonego gospodarstwa. Tam, w opuszczonych pomieszczeniach powstało sporo, tych najbardziej charakterystycznych dla jej twórczości, zdjęć – martwych natur, portretów, aktów i auto-portretów. Zaczęła też eksperymentować z kamerą wideo.
Po wakacjach rozpoczęła edukację w Rhode Island School of Design (RISD). Następnie w latach 1977–1978 studiowała w Rzymie na stypendium; będącym oddziałem szkoły RISD przeznaczonym dla wyróżnionych studentów. Woodman władała biegle włoskim, co pozwoliło jej w tamtym czasie nawiązać kontakty z włoskimi artystami i intelektualistami. W po powrocie do Ameryki ukończyła Rhode Island School of Design. Lato tego roku spędziła w miejscowości Stanwood, gdzie odwiedziła swojego chłopaka.
W 1979 przeniosła się do Nowego Jorku, w celu rozpoczęcia profesjonalnej drogi artystycznej. Starała się o zatrudnienie w branży zajmującej się fotografią mody. Niestety jej usilne starania nie przyniosły jej oczekiwanego zatrudnienia i zainteresowania. Latem 1980 przebywała na rezydencji artystycznej w MacDowell Colony w Peterborough. W tym samym roku zaczęła zmagać się z depresją wynikłą z powodu nieudanego związku z chłopakiem, rozstania oraz brakiem należytego zainteresowania jej twórczością fotograficzną. Jesienią 1980 przeżyła próbę samobójczą. Po wypadku zamieszkała z rodzicami na Manhattanie; podjęła też terapię.
19 stycznia 1981 Francesca Woodman wyskoczyła z okna w budynku znajdującego się we wschodniej części Nowego Jorku. W chwili śmierci miała 22 lata. Już rok później krytyka zaczęła interesować się jej twórczością i pozytywnie wypowiadała się o jej zdjęciach.
Francesca Woodman pozostawiła po sobie ponad dziesięć tysięcy negatywów, w tym osiemset odbitek, które wielokrotnie od jej śmierci były eksponowane na pokazach i wystawach. Jej prace znacząco wpłynęły na twórczość wielu artystek i artystów.

## Wystawy i publikacje
- 1986–1988: Francesca Woodman, photographic work. wystawa prezentowana w wielu miejscach: Hunter College Art Gallery w Nowym Jorku; Wellesley College Museum w Wellesley; University of Colorado Fine Arts Gallery w Boulder; UCI Fine Arts Gallery na University of California w Irvine; Krannet Art Museum w Champaign.
- 1992–1993: Francesca Woodman, photographische arbeiten (prace fotograficzne). wystawa prezentowana w wielu miejscach: Shedhalle w Zürychu w Szwajcarii, wystawie towarzyszył katalog[6]; Westfälischer Kunstverein w Münster w Niemczech; Kulturhuset w Sztokholmie w Szwecji; Suomen Valokuvataiteen Museo SÄÄTIÖ w Helsinkach w Finlandii; DAAD Galerie w Berlinie w Niemczech; Galleri F15 Alby w Moss w Norwegii.
- 1998: l’artiste et la représentation de soi, Francesca Woodman, Rencontres d’Arles Festival[7].
- 1998–2002: Francesca Woodman. wystawa prezentowana w wielu miejscach: Fondation Cartier pour l’art contemporain w Paryżu we Francji[8]; Kunsthal w Rotterdamie w Holandii; Belém Cultural Center w Lizbonie w Portugalii; The Photographers’ Gallery w Londynie w Wielkiej Brytanii; Centro Cultural Tecla Sala, L’Hospitalet w Barcelonie w Hiszpanii; Carla Sozzani Gallery w Mediolanie we Włoszech; The Douglas Hyde Gallery w Dublinie w Irlandii; PhotoEspana, Centro Cultural Conde Duque w Madrycie w Hiszpanii.
- 2000: Francesca Woodman: Providence, Roma, New York. Palazzo delle Esposizioni w Rzymie we Włoszech[9].
- 2009–2010: Francesca Woodman. wystawa prezentowana w wielu miejscach: Espacio AV w Murcia w Hiszpanii[10]; sms contemporanea w Sienie we Włoszech; Palazzo della Ragione w Mediolanie we Włoszech.
- 2011–2012: Francesca Woodman. San Francisco Museum of Modern Art w San Francisco oraz Solomon R. Guggenheim Museum w Nowym Jorku w Stanach Zjednoczonych[11]. Na tej wystawie zostało zaprezentowanych wiele fotografii, które wcześniej nie były pokazywane.
- 2015–2017: On Being an Angel. wystawa prezentowana w wielu miejscach: Moderna Museet w Sztokholmie w Szwecji; Foam Photography Museum w Amsterdamie w Holandii; Fondation Henri Cartier-Bresson w Paryżu we Francji; Moderna Museet w Malmö w Szwecji[12]; Finnish Museum of Photography w Helsinkach w Finlandii.
- 2019-2020: Francesca Woodman: Portrait of a Reputation. MCA Denver w Denver w Stanach Zjednoczonych[13].
- Francesca Woodman, red. Chris Townsend, Phaidon Press: 2006, ISBN 978-0-7148-7318-3[14]